# بلدية بوكاو
بلدية بوكاو (بالبرتغالية: Baucau‏) هي بلدية في تيمور الشرقية، بلغ عدد سكانها 123,203 نسمة وذلك حسب إحصائيات سنة 2015، عاصمتها باكاو، تبلغ مساحتها 1,504.2 كيلومتر مربع.

## التقسيم الإداري
تفسيم البلدية لـ 6 مراكز تقسم بدورها لـ 60 سوك («قرية»).
| المركز    | المركز      | المساحة   | السكان (إحصاء 2015) | التقسيمات الإدارية (قرى) |
| --------- | ----------- | --------- | ------------------- | ------------------------ |
| باوكاو    | ياهو        | 369.6 كم² | 47294 نسمة          | 10                       |
| باغويا    | ألاوا ليتين | 212.2 كم² | 12962 نسمة          | 10                       |
| أجا بوست  | سوبا        | 194.1 كم² | 18359 نسمة          | 8                        |
| كويليكيال | لاكوليو     | 214.1 كم² | 17،450 نسمة         | 15                       |
| فينيلال   | أواتو هاكو  | 155.7 كم² | 17495 نسمة          | 9                        |
| فيماس     | فيماس       | 358.5 كم² | 9643 نسمة           | 8                        |

## الموقع
تشترك في الحدود مع:
- بلدية لوتيم  [لغات أخرى]‏
- بلدية فيكيك  [لغات أخرى]‏
- مقاطعة ماناتوتو  [لغات أخرى]‏